# Violet Bland
Pour les articles homonymes, voir Bland.
Violet Ann Bland (17 décembre 1863 - 21 mars 1940) est une suffragette et hôtelière anglaise qui a écrit sur ses expériences d'alimentation forcée en prison.

## Jeunesse et carrière
Bland est née à Bayston Hill, Shropshire, l'aînée des neuf enfants du monteur de chemin de fer William Henry Bland et de sa femme Violet,. Après l'école, elle devient employée de cuisine à Dudmaston Hall (en), près de Bridgnorth.
Dix ans plus tard, après des circonstances inconnues, elle possède sa propre pension de famille à Cirencester où elle propose un logement meublé « avec une bonne cuisine », d'abord dans une maison modeste puis à Gloucester House, un grand manoir de style Queen Anne de Dyer Street. Elle acquiert trois nouvelles maisons, et loue deux d'entre elles.
En 1905, elle dirige un Ladies College of Domestic Science à Henley Grove, Bristol, un manoir de quinze chambres dans un parc, offrant des cours de cuisine hygiénique, de valeurs alimentaires et de gymnastique. En 1906, elle a transformé Henley Grove en un hôtel-boutique.

## Activités suffragettes à Bristol et Londres

### Militantisme à Bristol
À Bristol, Bland devient active au sein de la Women's Social and Political Union. Parmi ses invités à Henley Grove figurent d'éminentes suffragettes Annie Kenney, Lettice Floyd, Elsie Howey (en), Mary Phillips, Vera Wentworth, Mary Blathwayt et Mary Sophia Allen. En août 1909, elle organise une réception de collecte de fonds en l'honneur des suffragettes grévistes de la faim Lillian Dove-Wilcox et Mary Allen.

### Installation à Londres

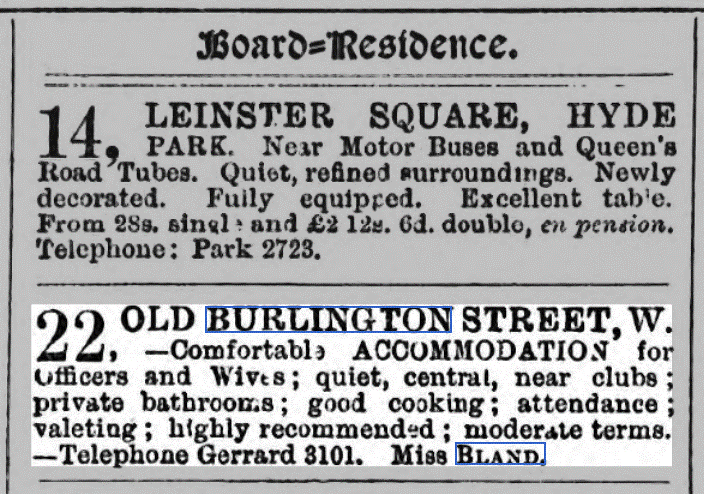
Annonce publiée par Violet Bland pour le logement dans Old Burlington Street.

En août 1910, Bland vend ses biens et déménage à Londres, où pendant les 25 années suivantes, elle dirige une maison d'hôtes au 22 Old Burlington Street. Elle est arrêtée lors de la marche des suffragettes du Black Friday, en novembre 1910 sur le parlement. Lors d'une autre manifestation le 4 mars 1912, elle est arrêtée pour avoir jeté une pierre à travers les fenêtres de la Commercial Cable Company de Northumberland Avenue. Au tribunal, elle déclare avoir agi sous la frustration d'avoir à payer des taxes et des impôts sans avoir le droit de vote. Elle est condamnée à quatre mois de prison, qu'elle passe à la prison d'Aylesbury (en).

### Récit d'alimentation forcée en prison

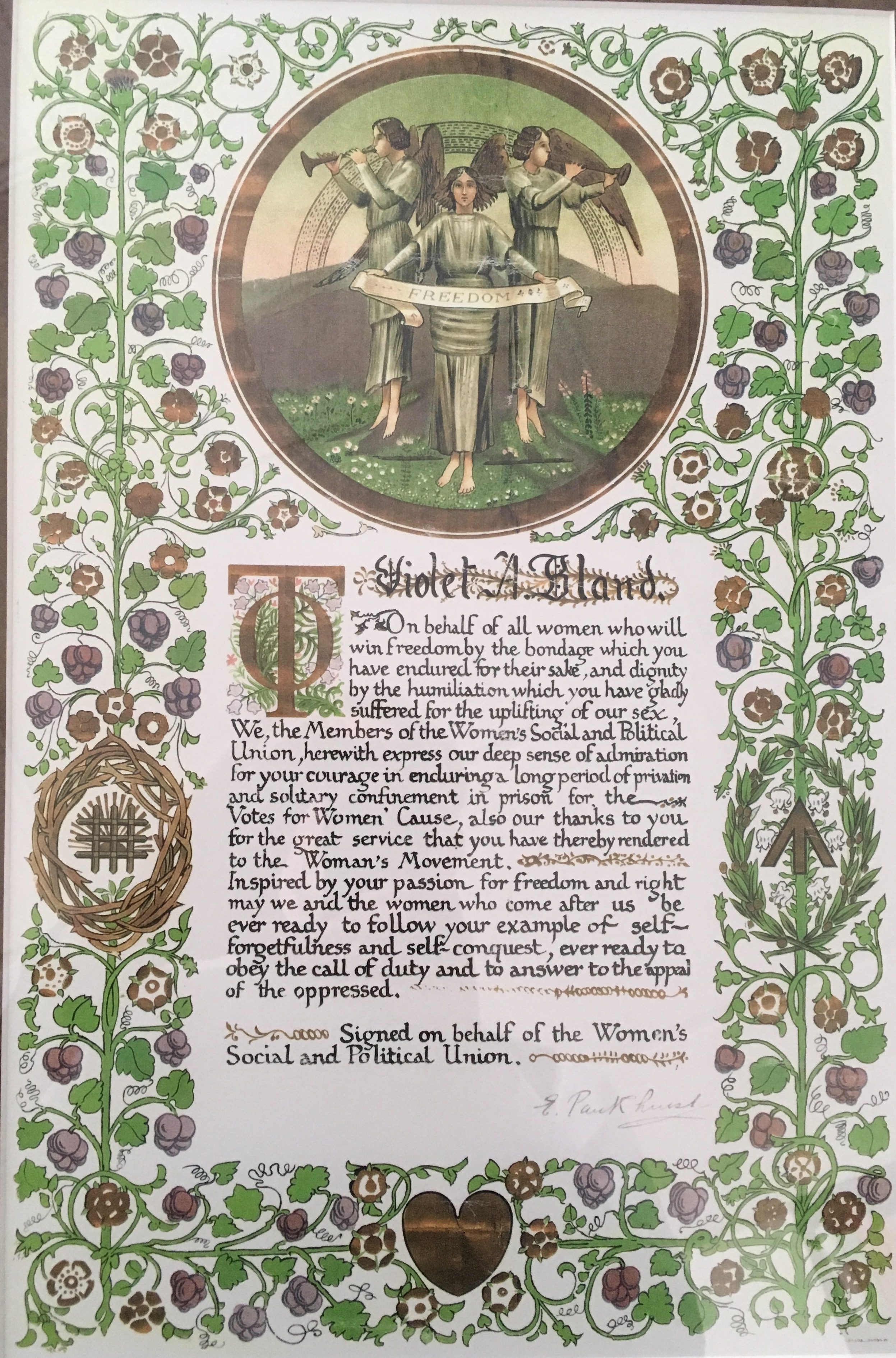
Lettre de recommandation signée par la dirigeante des suffragettes Emmeline Pankhurst au nom de la Women's Social and Political Union.

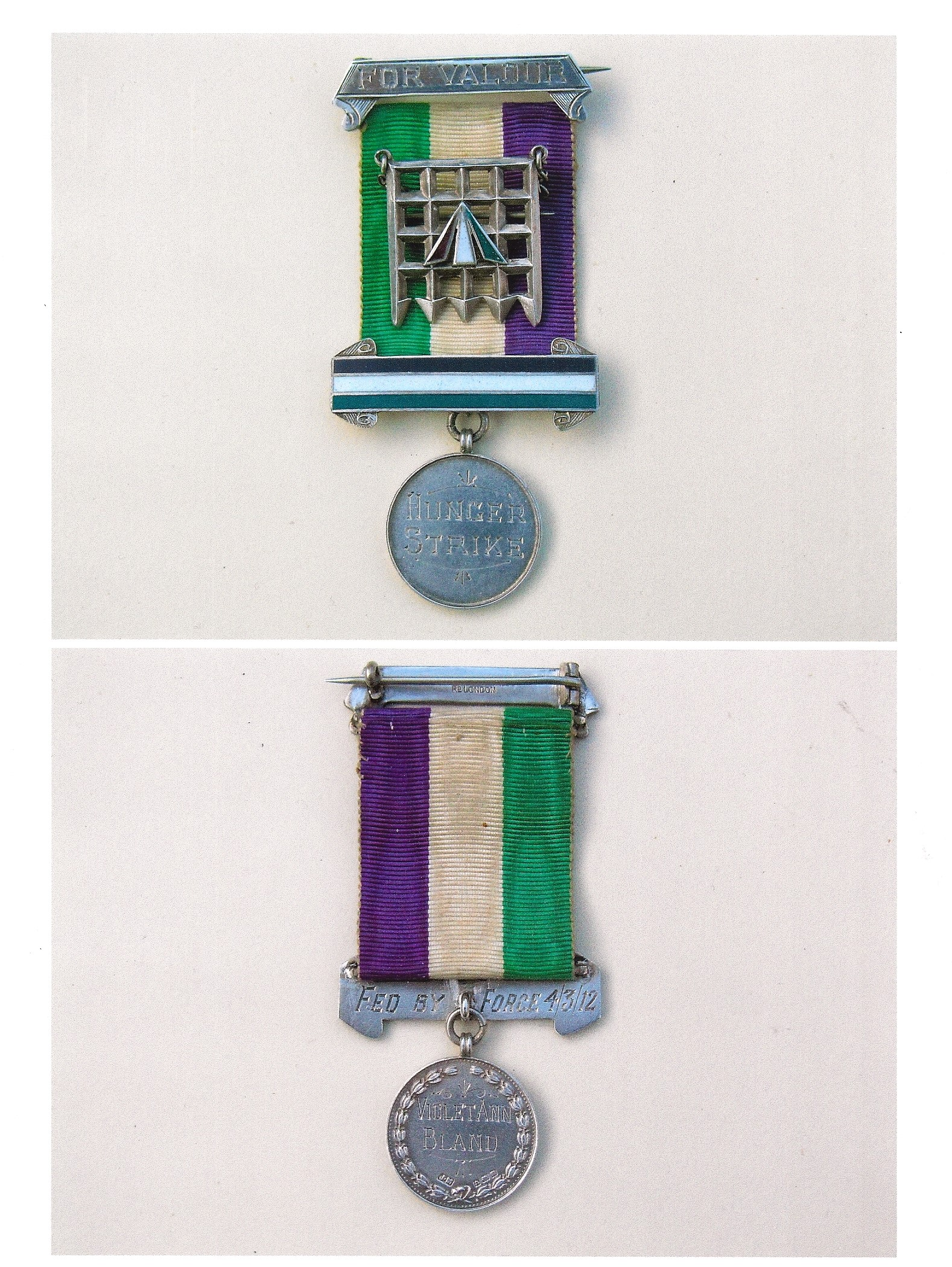
Médaille attribuée à Violet Bland pour son courage lors de la grève de la faim.

Après avoir refusé la nourriture de la prison de la prison royale d'Aylesbury, Bland subit une alimentation forcée. Elle a écrit sur cette expérience dans le journal suffragiste Votes for Women.

« Ils m'ont tordu le cou, m'ont tiré la tête en arrière, m'ont serré la gorge, tenus comme dans un étau. J'ai eu le souffle coupé et j'ai subi des tortures mentales, craignant que la nourriture qu'ils essayaient de me verser dans la gorge n'entre dans mes poumons... Ils  essaient d'effectuer toute l'opération en deux minutes. Ils étaient toujours six ou sept contre un, de sorte qu'il n'y avait vraiment aucune possibilité pour la victime de faire grand-chose pour protester et aucune justification pour la brutalité exercée à plusieurs reprises… »

Pour honorer son courage en prison, Bland reçoit une Hunger Strike Medal et une mention élogieuse d'Emmeline Pankhurst, chef du mouvement des suffragettes. 

La citation sur l'étui de présentation (voir photo, à droite) se lit comme suit : 
« Présenté à Violet Ann Bland par la Women's Social and Political Union en reconnaissance d'une action courageuse, par laquelle un grand principe de justice politique a été justifié par l'endurance jusqu'à la dernière extrémité de la faim et des difficultés. »

## Dernières années
En 1915, Bland recueille les quatre enfants orphelins de sa sœur cadette, tout en continuant à gérer sa maison d'hôtes. L'aîné, Richard, est le père des économistes Eamonn Butler (en) et Stuart Butler (en),. En 1918, son nom figure sur le registre électoral de Old Burlington Street.
Violet Ann Bland meurt à l'hôpital St Benedict (en), à Tooting, le 21 mars 1940 et elle est inhumée au cimetière de la Cité de Westminster (en), à Hanwell.